# Природні заповідники України

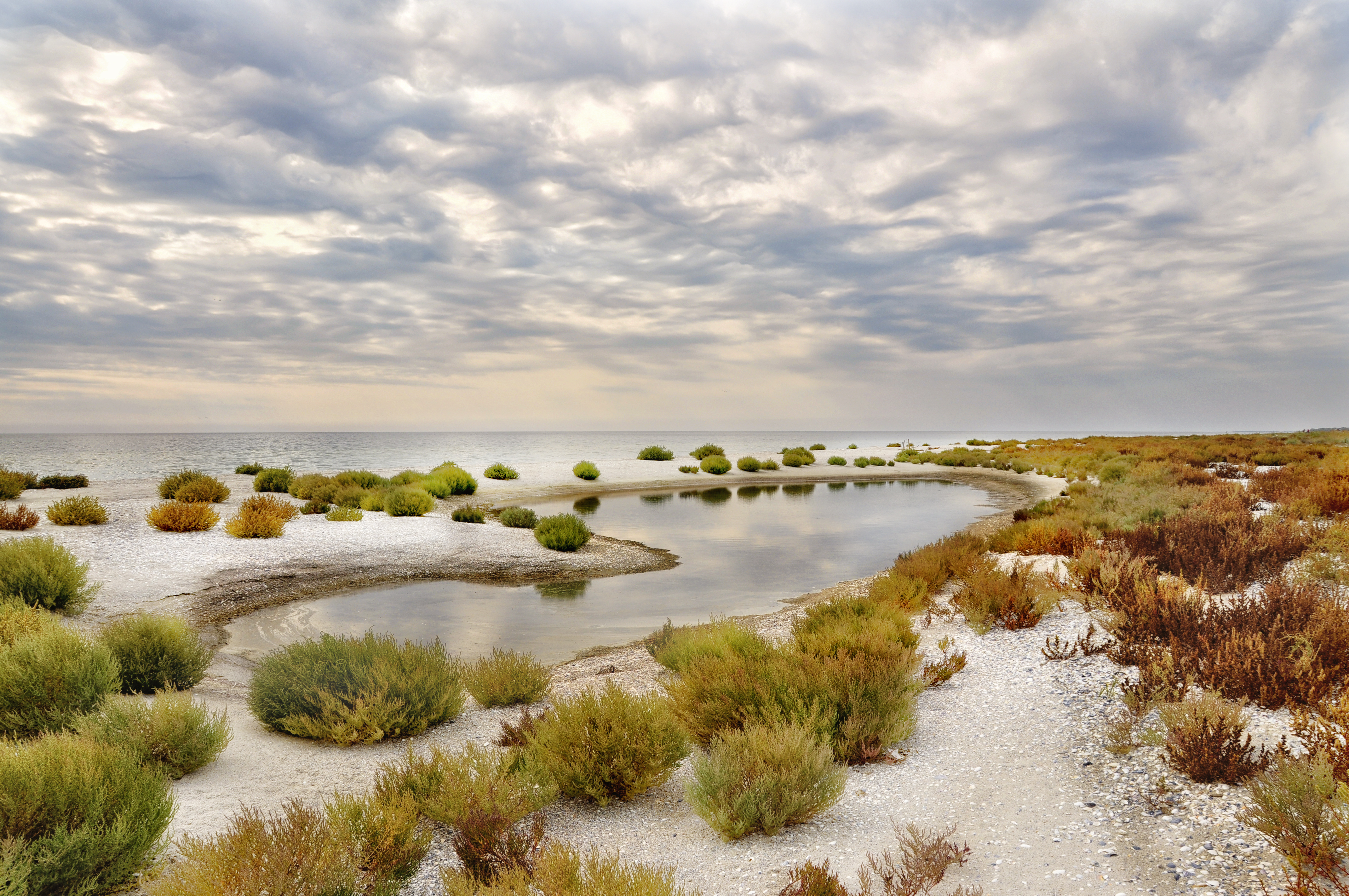
Кінбурнська коса восени

Природні заповідники України — це природоохоронні, науково-дослідні установи загальнодержавного значення, покликані зберігати в природному стані типові або виняткові для даної ландшафтної зони природні комплекси з усією сукупністю їх компонентів, вивчати природні процеси і явища, що відбуваються в них, розробляти наукові засади охорони довкілля, ефективного використання природних ресурсів та екологічної безпеки. Ділянки землі та водного простору, які належать до заповідників, вилучаються з господарського користування. Заповідники — вища форма охорони природних територій, природна лабораторія, де ведуться комплексні наукові дослідження. Заповідники є в кожному великому природному комплексі.
Прибережна акваторія Азовського моря оголошена гідрологічним заказником загальнодержавного значення «Приморський». Площа заказника — 13 тисяч 115 гектарів уздовж морського узбережжя від Бердянського і до Приазовського району.
На території України налічується 20 природних заповідників.

## Історичні та статистичні відомості
Одним з найстаріших на території України є Кримський природний заповідник. Початком заповідання території, що входить нині до його складу, вважається створення 1913 року «Заказника імператорських полювань». Після встановлення в Криму влади Рад, 30 липня 1923 року Декретом Ради Народних Комісарів РРФСР на місці царського заповідника було створено заповідник площею понад 16 тисяч га. Наразі Кримський заповідник є найбільшим природним заповідником України, загальна площа заповідника (разом з територією філії «Лебедячі острови») становить 44 175 га.
Найменший за площею заповідник України — Мис Мартьян. Заснований 1973 року. Площа заповідника — 240 га (в тому числі й прилегла до мису акваторія Чорного моря).
Загалом, площа території природних заповідників України становить 1 916,6 км².
З 19 природних заповідників у зоні мішаних лісів знаходяться 4 (Поліський, Рівненський, Древлянський, Черемський), у лісостеповій зоні — 3 (Розточчя, Медобори, Канівський), у степовій зоні — 7 (Дніпровсько-Орільський, Казантипський, Луганський, Опуцький, Український степовий, Єланецький степ, Михайлівська цілина), у Карпатах — 1 (Ґорґани), у Кримських горах — 4 (Карадазький, Кримський, Мис Мартьян, Ялтинський).

## Перелік природних заповідників
Нижче представлений список природних заповідників на теренах України.
| №  | Вигляд | Назва | Розташування                 | Площа, га | Дата створення    | Кількість видів, занесених до Червоної книги України: флори/фауни | Прим.         |
| -- | ------ | --- | ---------------------------- | --------- | ----------------- | ----------------------------------------------------------------- | ------------- |
| 1  |        | Природний заповідник «Ґорґани»                                                                                    | Івано-Франківська область    | 5 344,2   | 12 вересня 1996   | 15/20                                                             | [ 2 ]         |
| 2  |        | Дніпровсько-Орільський природний заповідник                                                                       | Дніпропетровська область     | 3 766,2   | 15 вересня 1990   | 9/24                                                              | [ 3 ]         |
| 3  |        | Древлянський природний заповідник                                                                                 | Житомирська область          | 30 872,8  | 11 грудня 2009    | 12/7                                                              | [ 4 ]         |
| 4  |        | Природний заповідник «Єланецький степ»                                                                            | Миколаївська область         | 1 675,7   | 17 липня 1996     | 17/77                                                             | [ 5 ]         |
| 5  |        | Казантипський природний заповідник                                                                                | Автономна Республіка Крим    | 450,1     | 12 травня 1998    | 18/17                                                             | [ 6 ] [ 7 ]   |
| 6  |        | Канівський природний заповідник                                                                                   | Черкаська область            | 2 027     | 30 липня 1923     | 26/74                                                             | [ 8 ] [ 9 ]   |
| 7  |        | Карадазький природний заповідник                                                                                  | Автономна Республіка Крим    | 2 874,2   | 9 серпня 1979     | 77/83                                                             | [ 6 ] [ 10 ]  |
| 8  |        | Кримський природний заповідник Філії: «Лебедині острови»                                                          | Автономна Республіка Крим    | 44 175    | 30 липня 1923     | 79/53                                                             | [ 6 ]         |
| 9  |        | Луганський природний заповідник Філії: Станично-Луганський заповідник, «Провальський степ», «Стрільцівський степ» | Луганська область            | 2 122     | 12 листопада 1968 | 32/19                                                             | [ 11 ] [ 12 ] |
| 10 |        | Природний заповідник «Медобори»                                                                                   | Тернопільська область        | 10 517    | 8 лютого 1990     | 29/20                                                             | [ 13 ]        |
| 11 |        | Природний заповідник «Михайлівська цілина»                                                                        | Сумська область              | 882,9     | 11 грудня 2009    |                                                                   |               |
| 12 |        | Природний заповідник «Мис Мартьян»                                                                                | Автономна Республіка Крим    | 240       | 20 лютого 1973    | 36/35                                                             | [ 6 ]         |
| 13 |        | Опуцький природний заповідник                                                                                     | Автономна Республіка Крим    | 1 592,3   | 12 травня 1998    | 14/9                                                              | [ 6 ] [ 14 ]  |
| 14 |        | Поліський природний заповідник                                                                                    | Житомирська область          | 20 104    | 1968              | 17/53                                                             | [ 15 ] [ 16 ] |
| 15 |        | Природний заповідник «Розточчя»                                                                                   | Львівська область            | 2 084,5   | 5 жовтня 1984     | 32/19                                                             | [ 17 ]        |
| 16 |        | Рівненський природний заповідник                                                                                  | Рівненська область           | 42 288,7  | 3 квітня 1999     | 29/33                                                             | [ 19 ] [ 18 ] |
| 17 |        | Український степовий природний заповідник Філії: «Хомутовський степ», «Кам'яні могили», «Крейдяна флора»          | Донецька, Запорізька області | 3 145,6   | 1961              | 46/25                                                             | [ 20 ] [ 21 ] |
| 18 |        | Черемський природний заповідник                                                                                   | Волинська область            | 2 975,7   | 19 грудня 2001    |                                                                   | [ 22 ]        |
| 19 |        | Ялтинський гірсько-лісовий природний заповідник                                                                   | Автономна Республіка Крим    | 14 523    | 20 лютого 1973    | 82/36                                                             | [ 6 ]         |